# Alan Mineiro
Alan Mineiro (ur. 29 września 1987) – brazylijski piłkarz występujący na pozycji pomocnika.

## Kariera klubowa
Od 2007 roku występował w klubach Rio Branco, São Bernardo, Guaraní, Olé Brasil, Águia Negra, Paulista, Albirex Niigata, Ferroviária, Boa Esporte, Icasa Juazeiro do Norte, Bragantino, Corinthians Paulista, América i Vila Nova.